# Soundcheck (Magazin)
SOUNDCHECK – das Bandmagazin ist ein deutsches Special-Interest-Magazin für Bandmusiker.
Es erscheint seit 1984. Zielgruppe der Zeitschrift sind Musiker, die in einer Band spielen, und Personen, die sich für Licht- und Tontechnik auf kleinen bis mittleren Bühnen oder für Studio- und Audiorecording interessieren. Jede Ausgabe enthält Storys und Interviews über professionelle Produktionen und Live-Shows, außerdem gibt es Produkttests von Instrumenten, bzw. Musik-Equipment. SOUNDCHECK beschränkt sich thematisch nicht auf eine bestimmte Instrumentalgruppe.

## Rubriken
News: Die Neuheiten-Rubrik gliedert sich in Produktvorstellungen und Meldungen aus der Musik- und Pro-Audio-Szene.
Storys: Im Magazinteil finden sich Musiker- und Bandporträts, Reportagen von Live-Konzerten.
Special: Dreiteiliger Sonderteil jeder Ausgabe. Er besteht jeweils aus einer generellen Abhandlung zu den wechselnden und meist komplexen Themenbereichen und enthält mit den „Sieben goldenen Regeln“ außerdem eine Checkliste zur Fehlervermeidung, bzw. Problemlösung sowie mit der dritten Rubrik „Auf zum Kauf“ eine Kaufberatung zum jeweiligen Themenschwerpunkt.
Workshops: Die Workshop-Rubrik enthält Hands-on-Anleitungen zu verschiedenen Aspekten des Musizierens in einer Band. Zum Beispiel werden im Workshop „Producers Secrets“ Tricks und Kniffe von Produzenten und Toningenieuren während einer laufenden Audio-Produktion erläutert.
Tests: Hier werden Instrumente – z. B. Gitarren, Schlagzeuge, Keyboards – aber auch Verstärker, Lautsprecher- oder Monitorboxen, Mikrofone oder Effektgeräte, sowie Bühnenscheinwerfer und andere Lichteffekt-Geräte überprüft.

## Erscheinungsweise
Die Zeitschrift erscheint monatlich bei PPVMEDIEN. Der inhaltliche Schwerpunkt wechselt jeweils zwischen instrumental- und equipmentbezogenen Themen. Mehrmals jährlich liegt SOUNDCHECK außerdem ein Supplement bei, das wechselnden Themen und stilspezifische Specials enthält. Eines der genannten Supplements trägt den Titel „DJ Universe“ und beschäftigt sich mit aktuellen Themen – Sounds, Szene, Technik – aus der internationalen DJ-Szene. Die SOUNDCHECK-Supplements liegen dem Muttermagazin bei und zusätzlich noch einer Reihe anderer, bei PPVMEDIEN erscheinenden Publikationen wie Guitar, Keys, Recording Magazin usw. Die Heftauflage wird über Abonnements, Kioskverkauf und den Musikalienhandel vertrieben.